# Comté de Cranbrook
Pour les articles homonymes, voir Cranbrook (homonymie).
Le Comté de Cranbrook est une zone d'administration locale au sud-est de l'Australie-Occidentale en Australie. Le comté est situé à 90 km à l'est d'Albany et à 320 kilomètres au sud-est de Perth, la capitale de l'État. 
Le centre administratif du comté est la ville de Cranbrook.
Le comté est divisé en un certain nombre de localités:
- Cranbrook
- Frankland
- Tenterden

Le comté a 9 conseillers locaux et est divisé en 3 circonscriptions de 3 conseillers chacun
- East Ward
- Central Ward
- West Ward.